# Nicolae Calancea
Nicolae Calancea, né le 29 août 1986 à Chișinău en Moldavie, est un footballeur international moldave, qui évolue au poste de gardien de but. Son grand frère Valeriu est haltérophile.
Il compte 19 sélections en équipe nationale depuis 2007.

## Biographie

### Carrière de joueur
Il dispute cinq matchs en Ligue Europa.

### Carrière internationale
Nicolae Calancea compte 19 sélections avec l'équipe de Moldavie depuis 2007. 
Il est convoqué pour la première fois par le sélectionneur national Igor Dobrovolski pour un match amical contre la Roumanie le 7 février 2007 (défaite 2-0).

## Palmarès
- Avec le Zimbru Chișinău :
  - Vainqueur de la Coupe de Moldavie en 2007
  - Vainqueur de la Supercoupe de Moldavie en 2007